# 巴中市
巴中市（はちゅう-し）は中華人民共和国四川省東部に位置する地級市。

## 地理
巴中市は四川省東北部の山間部に位置し、北は陝西省漢中市、南東は四川省達州市、南西は南充市に接する。東には漢中との間に大巴山脈がそびえるなど山がちで、最低点は海抜208m、最高点は海抜2,507mに達する。
主要な産業は農業であり、四川の中でも比較的遅れた地区である。美しい山岳風景など観光資源は豊富だが、交通手段は不便でありその整備が待たれている。南の重慶市へは450km、西の成都市へは400km、北の西安市へは650km。隣接する達州市、南充市、漢中市へは200km前後であり鉄道は通っていない。
気候は亜熱帯湿潤気候に属し、四季ははっきりと分かれ日照時間も長く降水量も十分である。年平均気温は16.0度から16.9度、年降水量は1,120.7mmから1,203.1mm。
市域内には通江、南江、巴河など嘉陵江水系の川が流れる。これらの川は落差が大きく水力発電に適しておりダムや発電所が作られている。また川や池などの淡水を利用した養殖業も盛ん。域内の山岳部は森林資源が豊富で市域の森林被覆率は47.2%に達し、林業も主要な産業である。南江県の北部の山地には、巴山水青杠と呼ばれる世界でもまれな樹種の森が広がる。また山林にはクマなどの野生生物が多く、20種以上が国家野生保護動物に指定される野生の楽園でもある。
鉱業では石炭、鉄、銅、金、大理石、花崗岩、天然ガスなどを産出する。特に天然ガスは1,100億立方m、石炭は6,190万トン、磁鉄鉱は8,355万トンなどの埋蔵量がある。

## 歴史
巴中は夏殷代には梁州に属していたとされる。春秋戦国時代には巴子国の版図とされ、秦漢初は巴郡が設置された。
後漢の永元年間、漢昌県が設置されたが、201年（建安6年）には巴西郡、後に宕梁郡の管轄とされた。南北朝時代の514年（延昌3年）、北魏により巴州が設置され、梁郡や益州と改称されるも清末まで沿襲された。中華民国が成立すると1913年（民国2年）、州制の廃止に伴い巴県が設置されている。
1993年7月5日、巴中地区を設置、2000年に巴中地区が地級市に改編され巴中市が誕生した。

## 行政区画
2市轄区・3県を管轄下に置く。
- 市轄区：巴州区・恩陽区
- 県：通江県・南江県・平昌県

| 巴中市の地図                       |
| ---------------------------------- |
| 巴州区 恩陽区 通江県 南江県 平昌県 |

### 年表
この節の出典

#### 巴中地区
- 1993年7月5日 - 四川省達県地区巴中市・通江県・南江県・平昌県を編入。巴中地区が成立。(1市3県)
- 2000年6月14日 - 巴中地区が地級市の巴中市に昇格。

#### 巴中市
- 2000年6月14日 - 巴中地区が地級市の巴中市に昇格。(1区3県)
  - 巴中市が区制施行し、巴州区となる。
- 2013年1月18日 - 巴州区の一部が分立し、恩陽区が発足。(2区3県)
- 2018年12月18日 - 巴州区の一部が恩陽区に編入。(2区3県)

## 教育

### 大学
- 巴中職業技術学院（中国語版）

## 交通

### 鉄道
- 中国鉄路総公司
  - 中国鉄路成都局集団公司
    - 広巴線（中国語版）（楽壩駅（中国語版） - 下両駅（中国語版） - 巴中駅（中国語版））

## 健康・医療・衛生
- 巴州区人民医院、恩陽区人民医院、通江県人民医院、南江県人民医院、平昌県人民医院

## 名所・旧跡・観光スポット
- 光霧山風景区
- 米倉山国家森林公園
- 恩陽古鎮
- 南龕石窟